# Avangard
15P771 Avangard (rusko: Авангард, prej znan kot Objekt 4202) je ruski raketni sistem, ki ga lahko kot bojno glavo nosijo težke medcelinske balistične rakete UR-100UTTH, R-36M2 Vojevoda in Sarmat. Dostavi lahko jedrski ali nejedrski tovor.
Je eno od šestih novih strateških orožij, ki jih je predstavil ruski predsednik Vladimir Putin v nagovoru dume 1. marca 2018.
Osnova raketnega sistema je hiperzvočna vodena bojna glava Ju-71 (15Ju-71). Lahko razvije hitrost do 28 Mach. Hiperzvočna drsna bojna glava se razlikuje od tradicionalnih balističnih raket po zmožnosti manevriranja in delovanja na nižji višini. Kombinacija manevriranja in visoke hitrosti predstavlja velik izziv za tradicionalno raketno obrambo.
Po besedah ruskega predsednika Vladimirja Putina, je bila Rusija po ameriškem umiku iz ABM pogodbe leta 2002 prisiljena začeti razvijati hiperzvočno orožje: "Morali smo ustvariti ta [hiperzvočna] orožja v odgovor na ameriško namestitev strateškega sistema raketne obrambe, ki bi bil v prihodnosti zmožen skoraj nevtralizirati, izničiti, ves naš jedrski potencial".
27. decembra 2019 je prvi raketni polk, oborožen z raketnimi sistemi Avangard uradno začel bojno dežurstvo.
19. septembra 2020 je ruski predsednik Vladimir Putin glavnega oblikovalca sistema Herberta Aleksandroviča Jefremovega iz Znanstveno-proizvajalnega združenja strojegradnje odlikoval z redom svetega Andreja.